# NEO: The World Ends With You
NEO: The World Ends With You (新すばらしきこのせかい, Shin Subarashiki Kono Sekai, litt. C'est un nouveau monde merveilleux) (abrégé en NEO TWEWY) est un jeu vidéo de type action-RPG, avec des éléments de fantaisie urbaine, développé et édité par Square Enix. Il sort le 27 juillet 2021 sur Nintendo Switch et PlayStation 4, le 28 septembre 2021 sur l'Epic Games Store et le 19 octobre 2022 sur Steam. C'est une suite du jeu The World Ends with You sorti en 2007.
Il présente une nouvelle distribution de personnages jouant au jeu des Reapers à Shibuya, et est le premier jeu de la franchise à utiliser des graphismes en trois dimensions.
L'équipe à l'origine du premier jeu est également présente sur celui-ci notamment Tetsuya Nomura en tant que producteur créatif et concepteur de personnages, Gen Kobayashi en tant que concepteur de personnages et Hiroyuki Itou qui était concepteur de jeu sur le premier épisode mais maintenant est directeur. Takeharu Ishimoto, le compositeur du jeu original, compose également la musique de la suite bien qu'il ne soit plus un employé à plein temps de Square Enix.

## Histoire

### Univers
Le jeu se déroule dans une version recréée et stylisée du quartier de Shibuya à Tokyo. Contrairement à la représentation de Shibuya dans le premier jeu, des endroits tels que Tower Records et Parco conservent leurs noms au lieu d'utiliser des noms différents tels que Towa Records et Molco. Comme pour l'anime, certains des éléments du jeu avaient été modernisés pour la suite, tels que l'utilisation de smartphones plutôt que de téléphones portables à clapet et l'apparence du bâtiment 104 du jeu correspond à l'apparence actuelle du Shibuya 109 dans la vie réelle.

### Personnages
Le protagoniste et personnage jouable est connu sous le nom de Rindo, un joueur du jeu des Reapers. Il est accompagné des autres joueurs Fret et Nagi. Koki Kariya et Sho Minamimoto, deux antagonistes du premier jeu, apparaissent dans Neo: The World Ends with You, ce dernier apparaissant en tant que membre du groupe. De plus, le jeu présente un personnage connu sous le nom de Tsugumi Matsunae, qui est déjà apparu comme un personnage sans nom dans les rééditions iOS et Nintendo Switch du premier jeu.

## Développement
Le jeu a été révélé le 23 novembre 2020, après un compte à rebours d'une semaine sur la page Web officielle du jeu. La révélation a coïncidé avec le téléchargement de la deuxième bande-annonce de l'adaptation animée. Le producteur créatif et concepteur de personnages Tetsuya Nomura a mis en ligne une illustration mettant en vedette Neku Sakuraba et Rindo sur le compte Twitter officiel de The World Ends With You, déclarant que le jeu sera une suite de l'anime, et que lorsqu'il a conçu Rindo, il n'avait pas imaginé que les masques chirurgicaux deviendraient un phénomène normal dans le monde. 
Une deuxième bande-annonce est diffusée sur la chaine Youtube de Square Enix le 9 avril 2021, annonçant par la même occasion la date de sortie du jeu et le développement d'une version sur PC dont la sortie est prévue plus tard dans l'été. Elle est suivie d'une troisième bande annonce le 14 mai, puis d'une quatrième le 24 juin. Le lendemain, une version de démonstration gratuite permettant de jouer aux deux premiers jours du jeu des Reapers est mise en ligne sur le PlayStation Store et le Nintendo eShop. 
Neo est sorti le 27 juillet sur PlayStation 4 et Nintendo Switch. Une version Microsoft Windows suivra plus tard en 2021.

## Audio
La bande-son de NEO: The World Ends With You comporte 51 pistes, toutes composées par Takeharu Ishimoto qui a également composé la bande-son de The World Ends With You. Elle est dans le même style que celle du premier jeu, certains morceaux (repérés par la mention de NEO Mix dans leur titre) étant des remix de morceaux de The World Ends With You tandis que Twister en est directement issu. Les chansons remixées du premier jeu gardent leurs paroles d'origine, et les chansons originales ont des paroles écrites par Mas Kimura, JESSE, Christopher Orr, Matt Furda et Stephanie Topalian. Elle sort le 4 août 2021 sous le nom NEO: The World Ends With You - Original Soundtrack et est vendue au format de 3 CD de 17 morceaux chacun, et en ligne sur iTunes et Amazon Music.